# Dějiny Srbska
Dějiny Srbska začínají v 6. století, kdy přišli jižní Slované na Balkán.
Počátky srbského státu jsou spojeny se dvěma historickými územími, s vnitrozemskou Raškou a s přímořskou Dukljou (Zetou). Ze státotvorného hlediska jsou Srbové mezi posledními národy na Balkáně, kteří vytvořili organizované společenství neboli stát.

## Středověk

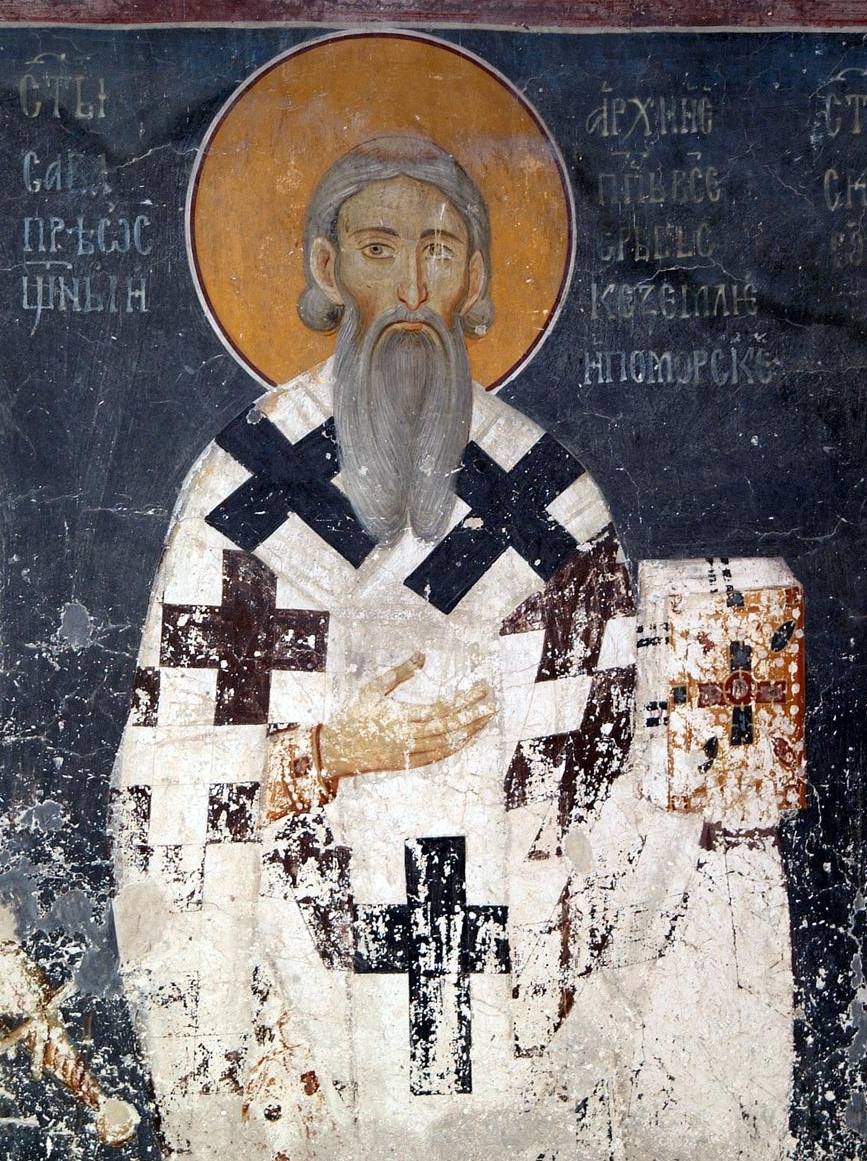
Freska Svatého Sávy v klášteře Studenica, 1314.

Formování Srbska bylo v rámci Balkánu jedním z nejkomplikovanějších procesů středověku. Střídavý tlak sousední Byzantské říše, Bulharska, Uher a dalších evropských
a asijských států se podepsal na politickém, ekonomickém i kulturním vývoji celé srbské země.
Ovlivněno bylo i náboženské myšlení a tím i kultura, která byla v rámci Srbska velice různorodá.
Během 6. století do oblasti přišli slovanští předci Srbů. Pod silným kulturním vlivem Východořímské říše se zde uchytilo pravoslaví. V polovině 10. století vznikl první státní útvar v Rašce, kterému vládl Časlav Klonimirović. Jádro tohoto království leželo na jihu dnešního Srbska, v regionu stejného jména. První srbské státy se soustředily v okolí pevnosti Ras; nebyly příliš zemědělské a jejich obyvatelstvo se věnovalo hlavně chovu dobytka.
U jadranského pobřeží se vytvořily další státní útvary, z nichž nejvýznamnější byla Duklja, později nazývaná Zeta. Tento stát je nicméně vnímán spíše jako klíčová država z hlediska černohorských dějin. Dukljanská knížata si dokázala při střetech s Byzantskou říší udržet jistou míru samosprávy. Mezi nejvýznamnější vládce tohoto útvaru patřili Štěpán Vojislav, Michailo a Konstantin Bodin. Duklja a další okolní státní útvary byly v různých údobích samostatné, případně podléhaly lenní vládě Byzance. Srbští vládcové často dostávali od byzantských císařů titul despoty, což byla po císaři nejvyšší hodnost v Byzantské říši. Titulem tehdejších srbských vládců, kteří vládli Rašce, byl Velký Župan. Nejednotu těchto státečků dokázaly sousední mocnější říše (Bulharsko a Byzantská říše) využít pro svoje zájmy a několikrát vojensky tak obsadili jak Duklju, tak i Rašku.
Sjednotitelem všech srbských držav (Regnum Serville) se stal v druhé polovině 12. století král Štěpán Nemanja, který založil dynastii Nemanjićů. Pod jeho vládu se dostala kromě celé Rašky také i Duklja, ale i oblasti, jakými jsou Zachlumsko a Travuňsko (okolí Trebinje) - obě v dnešní Hercegovině. Rovněž také přispěl k rozšíření křesťanství mezi prostý lid; zasadil se o rozvoj klášterů, jejichž síť patří v Srbsku i dnes mezi ty hustší. Jeho syn Rastko Nemanjić (známější jako svatý Sáva) se stal prvním arcibiskupem autokefální srbské pravoslavné církve se sídlem v klášteře Žiča.
Za vlády cara Dušana Velikého (1331–1355) dosáhlo středověké Srbsko největší moci a rozlohy. Většina Balkánu byla tehdy ovládaná Dušanovou říší, která se poměřovala i s tehdejší regionální mocností -Byzancí. Její územní rozsah značně převýšil cokoliv předtím; Srbsko se rozkládalo až k Peloponésu, což přivodilo významné územní ztráty hlavně Byzantské říši. Srbské území se začalo zvětšovat velmi rychle; po Bitvě u Velbuždu v roce 1330 byly spojené síly Bulharů a Byzantské říše zastaveny a srbskému vojsku nestálo již nic v cestě. O několik let později byla obsazena města Prilep, Ochrid a Strumica. Na severní hranici Srbska pak došlo o několik let později ke střetům s uherským králem Karlem Robertem, které rovněž dopadly pro Srbsko úspěšně a ziskem území Mačvy. V říjnu 1345 se nechal Štěpán Dušan uznat za císaře Srbů a Řeků a jeho cílem bylo zcela nepochybně ovládnout celou Byzanc. Tehdejší stát přejímal byzantskou kulturu. Byl také sestaven i první zákoník, který nese dodnes Dušanovo jméno.
Po Dušanově smrti, která nastala za neznámých okolností, se srbská říše rozpadla a na jejím území vzniklo několik nástupnických států, kde soupeřily o moc jednotlivé dynastie. Rozhádanost jednotlivých panovníků využily v polovině 14. století sílící turecké snahy o pronikání do Evropy. Odehrálo se několik bitev, které oslabily pozici jednotlivých srbských vládců. Jednou z významnějších z těchto střetů byla také bitva na Kosově poli v roce 1389, jejíž výsledek je hodnocen jako nerozhodný, ale byla v ní zničena srbská elita včetně cara Lazara Hrebeljanoviće. Padl i turecký sultán Murad, jehož dle legendy zabil rytíř Miloš Obilić.

## Srbsko v Osmanské říši

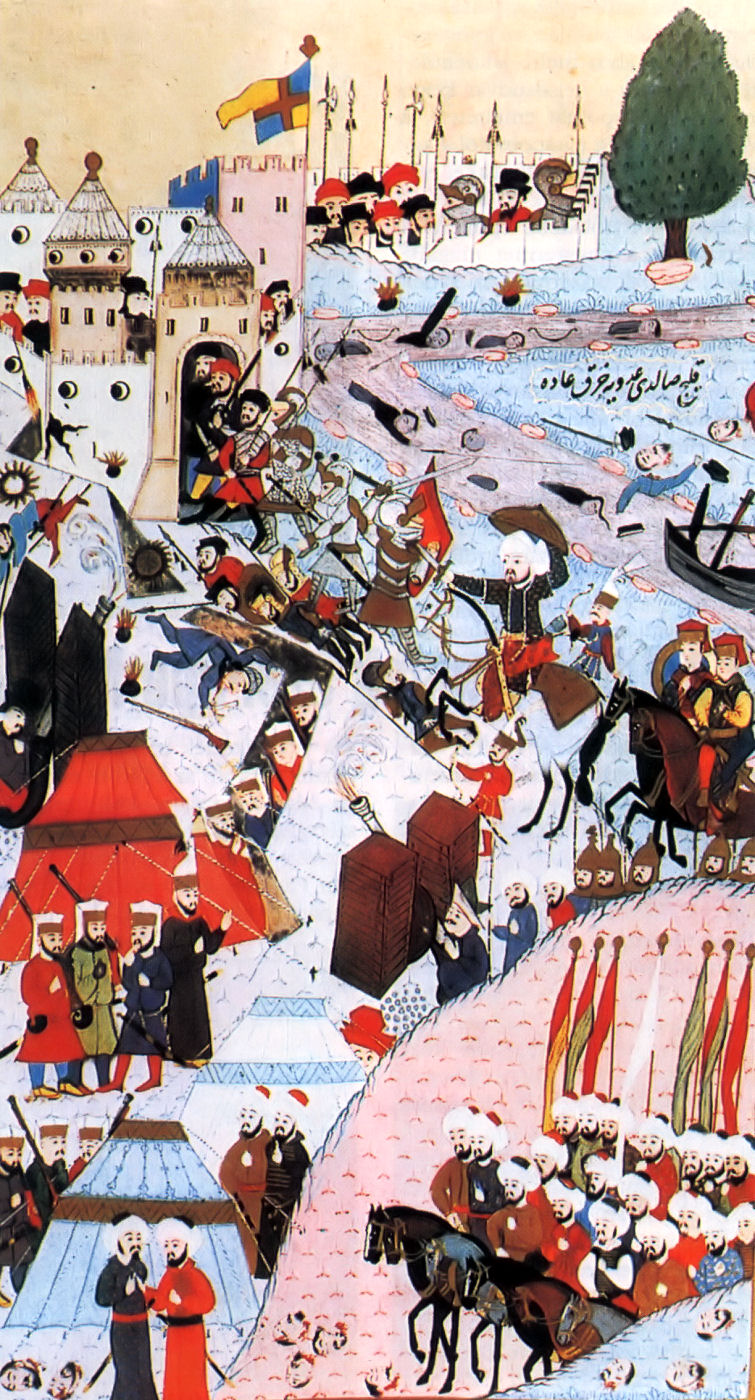
Obléhání Bělehradu v roce 1456 osmanským sultánem Mehmedem II.

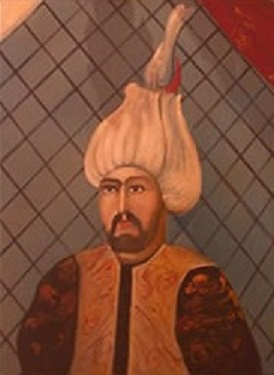
Mehmed Paša Sokolović (narozen jako Bajica - Bajo Nenadić), osmanský velkovezír, nejslavnější Srb muslimského vyznání

Osmanská říše se střetla se srbským vojskem ve dvou klíčových bitvách; nejprve vyšla vítězně z bitvy na řece Marici nedaleko od dnešního města Edirne, druhým významným střetnutím se stala bitva na Kosově poli, kde Osmanům čelila vojska knížete Lazara, tehdejšího nejvýznamnějšího vladaře Srbů. Výsledek bitvy je hodnocen zpravidla jako nerozhodný, přesto bitva vyřešila osud Srbska, neboť v ní byla zničena srbská elita, hlavní síla, která byla schopná Turky zastavit.
Země následně vstoupila do neklidného období, kdy se u vlády střídali nepříliš silní despotové. Srbsko ztratilo velkou část území a postupně se dostávalo pod nadvládu Osmanské říše. V 15. století se Srbové pod vládou nové dynastie Brankovićů v boji proti turecké expanzi spojili s uherským králem Janem Hunyadym, ale nakonec podlehli. Hlavní město Smederevo bylo obsazeno Turky bez boje v červnu 1459, což také znamenalo na téměř 350 let konec srbské nezávislosti.
Po zániku srbského státu udělovali do roku 1537 uherští vládci srbským představitelům titul despoty, ti se účastnili bojů proti Osmanům. Despoty byli Vuk Grgurević-Branković (1471–1485), Đorđe Branković (1486–1496), Jovan Branković (1496–1502), Ivaniš Berislavić (1504–1514), Stjepan Berislavić (1520–1535), Radič Božić (1527–1528, pretendent Zápolského frakce) a Pavle Bakić (1537). Po bitvě u Moháče se nechal za srbského cara označit lidový vůdce Jovan Nenad (1526–1527), který shromáždil vojsko svých příznivců a se střídavými úspěchy bojoval s Osmany; vojsko po něm převzal Radoslav Čelnik (1527–1530). Turci však obsadili Uhry a rozvrátili také oblast, rozkládající se na území dnešní Vojvodiny.
Srbsko strávilo jako součást Osmanské říše téměř pět století. Na území dnešního státu, které bylo rozděleno mezi osmanské administrativní jednotky, známé jako sandžaky, začaly platit islámské zákony a pořádky. Původní centra byla opuštěna, staré hospodářské vztahy přestaly fungovat. Došlo k útlumu kulturního rozvoje.
Srbsko bylo zčásti islamizováno, vzhledem k relativní náboženské toleranci v Osmanské říši docházelo k přestupům na novou víru zejména z ekonomických důvodů, neboť se muslimové stali protežovanou skupinou obyvatelstva s řadou privilegií a možností získáni funkcí ve státní správě říše. Asimilace v Srbsku se nikdy neuskutečnila, Srbové si zachovali pravoslaví. Úspěšně ale proběhla v Bosně a Hercegovině,[zdroj?] kde probíhala relativně hladce a vedla k vytvoření nového etnika s vlastní kulturní, náboženskou i národní identitou - Bosňáků.
Pravoslavní mohli pod podmínkou loajality nadále vyznávat svou víru, pokračovala také činnost klášterů. V roce 1557 byl Osmanskou říší obnoven srbský patriarchát zaniklý pádem Smedereva. Patriarchové zčásti s říší spolupracovali, zčásti však vyjednávali s jinými mocnostmi a výrazně se angažovali v obou srbských povstáních. Po opětovném nastolení loajálního vedení byl nakonec srbský patriarchát roku 1766 zrušen.
Jistou změnou poměrů se stal konec 17. století, kdy turecké síly oslabily a začaly se po prohraných bitvách stahovat z uherského území. To bylo následně osvobozeno od osmanské nadvlády Rakouskem, jehož postup se zastavil až v samotném Srbsku. Po dobytí Bělehradu roku 1688 vypuklo na osmanském území povstání a habsburská vojska poté pronikla až do Makedonie. Válečná situace se však obrátila a roku 1690 Turci znovu obsadili Bělehrad. V reakci na to začaly rozsáhlé přesuny Srbů z osmanského území do Uher. Ty se staly součástí migračního procesu známého jako srbské stěhování, které způsobilo drastické demografické proměny západního Balkánu i Uher.
V roce 1716 vyhlásili Rakušané oslabené Osmanské říši válku, v níž získali území až po řeku Západní Moravu. Nastalo období přibližování evropské civilizaci, muslimské měšťany nahradili katoličtí kolonisté, často Němci. I kvůli nepříliš tolerantnímu prosazování katolictví však habsburská vláda nezískala podporu místních pravoslavných. Roku 1737 došlo v součinnosti s Rakušany k dalšímu srbskému povstání na osmanském území. Po počátečních úspěších bylo rakouské vojsko roku 1739 poraženo a padl Bělehrad. Mírovou smlouvou se hranice vrátila téměř do stavu na počátku století, byla tvořena řekami Dunajem a Sávou a ze Srbska se stalo pohraniční území. Bačka, Srem a Banát se staly teritorii uherskými a s početnou srbskou menšinou. I nadále tam proudily početné zástupy lidí, čemuž se snažila Osmanská říše zabránit, avšak jen s částečným úspěchem.
Na sklonku 18. století proběhla rakousko-turecká válka, které se účastnily i dobrovolnické oddíly srbských emigrantů, tzv. frajkory. Císařská vojska pod vedením generála Laudona dobyla roku 1789 Bělehrad a postupovala dále na jih, mezinárodní situace si však vyžádala uzavření míru, jenž vracel hranice do předválečného stavu.

## Srbská povstání

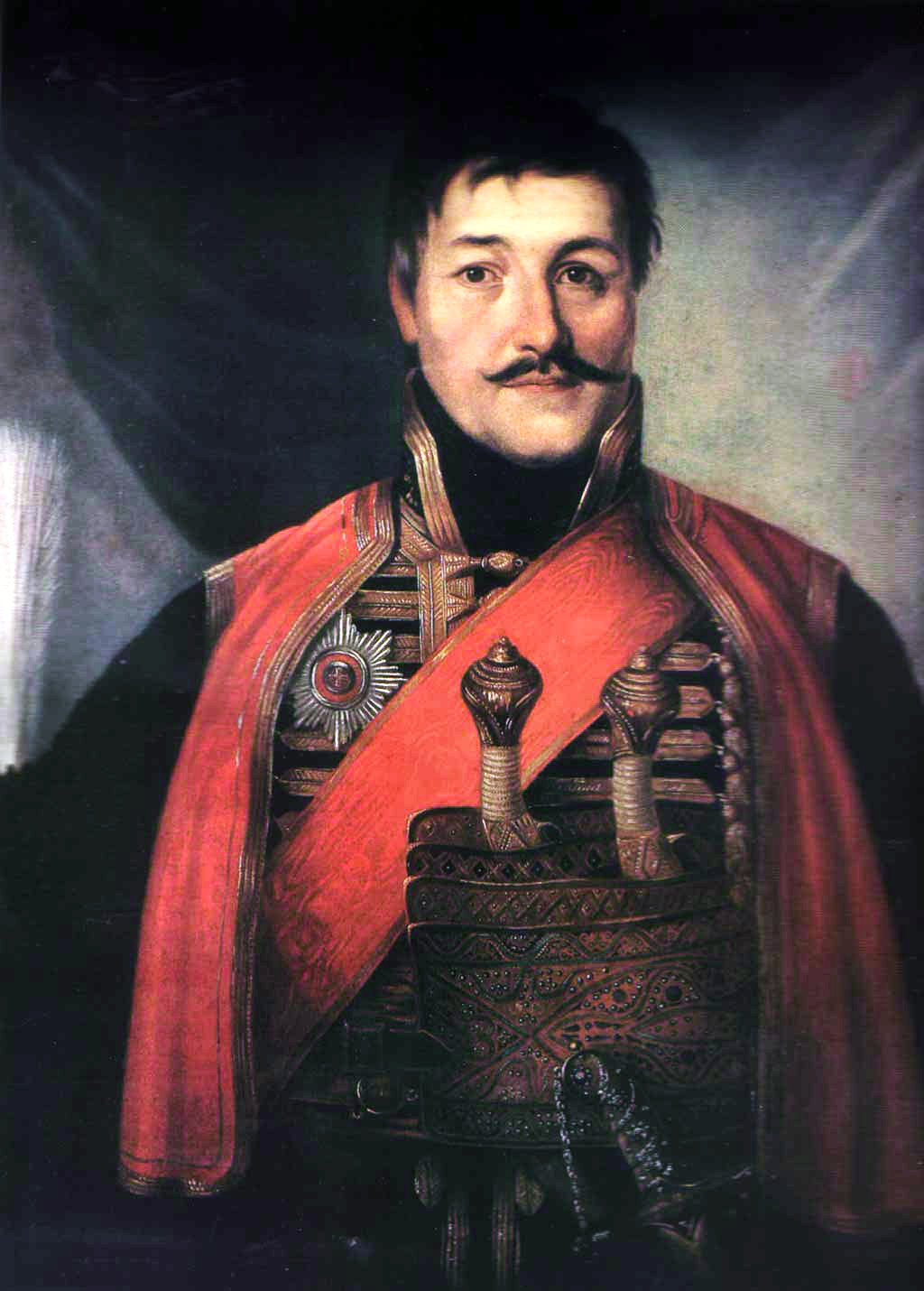
Vůdce prvního povstání Karađorđe Petrović, cca 1810

V roce 1804 využil vnitřní krize Osmanské říše obchodník s dobytkem Karađorđe Petrović, který se postavil do čela úspěšného povstání. Tato vzpoura nebyla zaměřena prvotně proti Turkům jako takovým, ale proti správcům (tzv. dahijům), kteří tehdejší území Srbska spravovali a počínali si obzvláště krutým způsobem. Zpočátku se proti nim Srbové spojili se sultánovými vojáky a společně dobyli Bělehrad, poté ale odmítli svá vojska rozpustit a pokračovali v povstání. Po řadě výbojů, během kterých se území ovládané vzbouřenci rozšířilo z Orašje až na celý bělehradský pašalík, vznikla první vláda nezávislá na sultánovi (tzv. praviteljstvujušči sovet). Srbští povstalci viděli velkou pomoc v Ruském impériu, od kterého doufali zajištění bezpečnosti před Turky, Rusové se ovšem do celé akce nezapojili, navíc Evropa byla zmítaná napoleonskými válkami, což znamenalo, že cílem bylo situaci v Šumadiji co nejrychleji uklidnit. Srbští vzbouřenci vyslali do Istanbulu svého zástupce - Petra Ička, který vyjednal roku 1806 mírové podmínky. Ty přiznávaly Srbsku autonomii včetně vlastního výběru daní, ale kvůli vypuknutí nové rusko-turecké války nebyly realizovány.
Po skončení rusko-turecké války se uvolnily Istanbulu vojenské síly pro zpacifikování Srbska. Vzbouřenci o této skutečnosti věděli a velmi se jí obávali. V roce 1813 tak byla zahájena vojenská akce; obsazena Šumadija a Karađorđe uprchl do vyhnanství. Za správce sandžaku byl jmenován bosenský vezír Sulejman Skopljak[zdroj?]. Ačkoliv sultán vyhlásil amnestii, docházelo k vyhánění Srbů z půdy a jejich zabíjení a brutálně byly potlačeny srbské vzpoury na konci roku 1814.
Již následující rok proto vypuklo další povstání. Bylo vedené jedním z vojenských velitelů prvního povstání Milošem Obrenovićem. Ten si počínal mnohem obratněji: po vojenských úspěších v průběhu roku 1815 vedl diplomatická jednání, díky nimž byl o rok později uznán Osmanskou říší vrchních knížetem Srbů a vznikla srbská autonomie, i když nebyla formálně potvrzena.

## Autonomní knížectví a nezávislý stát

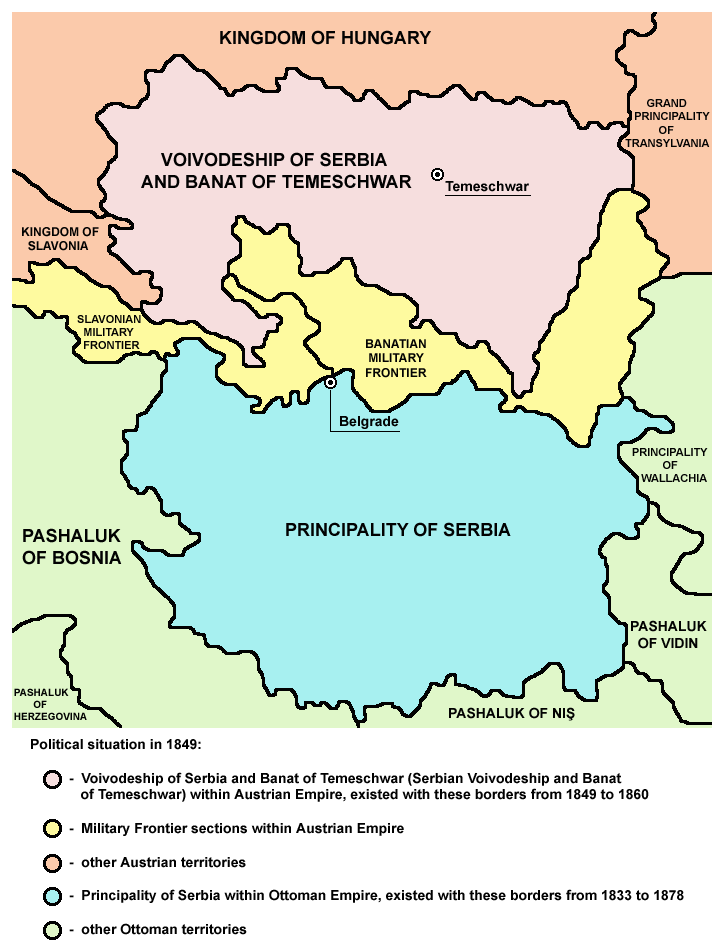
Situace v Srbsku roku 1849

Autonomie Srbského knížectví v rámci Osmanské říše, jejíž moc v knížectví byla silně omezena, byla formálně potvrzena po rusko-turecké válce v letech 1828–29. Osmané si pouze zachovali právo na roční poplatek a kontrolu nad šesti městy a dvěma pevnostmi. Početné muslimské obyvatelstvo se z knížectví vystěhovalo nebo bylo vyhnáno (za to bylo říši zaplaceno odškodné), případně se stáhlo do oněch šesti měst s osmanskými posádkami. Tato města byla důležitá hlavně proto, že severní hranice Srbska byla zároveň tureckou hranicí s Rakouskou monarchií. Vyhnané muslimy nahrazovali pravoslavní kolonisté z jiných částí Balkánu.
Miloš Obrenović byl nucen abdikovat v roce 1839; následovala vláda tzv. ustavobranitelů - vlivných úředníků, kteří byli protiváhou panovníka. Procesy modernizace země, která byla značně zaostalá díky osmanské vládě, postupovaly velmi pozvolna. Evropské země (z nichž nejblíže Srbsku bylo Uhersko), vstupovaly do průmyslového věku; naproti tomu srbské knížectví bylo zemí, kde zcela chybělo odborné školství.
Po krátké vládě Milošova syna Michala Obrenoviće byl k moci povolán syn zakladatele srbského státu Alexandr Karađorđević. Roku 1858 se však role vyměnily a Obrenovićové se vrátili na trůn. Téměř 80letý Miloš Obrenović zemřel roku 1860. Jeho syn Michal při své druhé vládě roku 1867 dosáhl odchodu Turků z většiny pevností a tím úplné faktické nezávislosti na Turecku; o rok později podlehl atentátu.
Po Michalovi vládl Milan I. Vedl s Tureckem válku v součinnosti s Ruskem. Berlínská mírová smlouva znamenala rozšíření území Srbska směrem na jih a formální uznání jeho nezávislosti. Milan orientoval zemi navzdory většinové náladě společnosti na Rakousko-Uhersko, s jehož souhlasem prohlásil roku 1882 Srbsko královstvím. Nevyrovnaný panovník podnítil na konci roku 1885 neúspěšnou válku s Bulharskem, stal se známý rodinnými problémy a snahou o rozvod a bez zjevného důvodu roku 1889 abdikoval.
Po Milanovi nastoupil na trůn Alexandr I., a to ještě před dosažením své plnoletosti. Alexandr v roce 1894 zrušil ústavu a nastolil autoritativní režim, vyznačující se častým střídáním vlád a dlouhodobou vnitropolitickou krizí. Veřejné mínění si však proti sobě obrátil až svatbou s výrazně starší Dragou Mašínovou. Královská rodina byla nakonec vzbouřenci z řad armádních důstojníků roku 1903 vyvražděna.
Následně se již potřetí na trůn vrátili Karađorđevićové, reprezentováni nyní králem Petrem I. Ten žil téměř celý život po vyhnání svého otce Alexandra ve francouzském exilu, získal vysoké hodnosti ve francouzské armádě, zúčastnil se bosenského povstání a byl ženat s dcerou černohorského knížete a později krále Nikoly I. Zorkou Petrović-Njegoš. Petr obnovil parlamentní demokracii. Za jeho panování zažívalo Srbsko po dlouhodobé stagnaci hospodářský a kulturní rozvoj a doposud agrární země se začala také s pomocí zahraničních investic industrializovat. I přesto zemi tížily mnohé spory, hlavně s Bulharskem. Nová generace politiků, umělců a společnost vůbec se zaměřila na Anglii a Francii a odpoutala se od Německa a Rakouska, jehož vliv byl díky blízkosti rakousko-uherských hranic u hlavního města Bělehradu nesporný. Srbsko se stalo spojencem států Dohody.
V letech 1912–1913 se Srbsko zúčastnilo první balkánské války spolu s Černou Horou, Bulharskem a Řeckem. Srbská 1. armáda pod vedením prince Alexandra zvítězila nad tureckou armádou v bitvě u Kumanova, Turci byli definitivně vyhnáni z Balkánu a Srbsko dosáhlo rozšíření svého území o většinu Kosova a část Makedonie (v údolí řeky Vardar, dnešní území Severní Makedonie). Následně ve druhé balkánské válce toto území uhájilo, když zvítězilo nad Bulharskem. V roce 1914 byl v Sarajevu srbskými nacionalisty proveden atentát na Františka Ferdinanda d'Este a po vypršení ultimáta 28. července vyhlásilo Rakousko-Uhersko Srbsku válku.

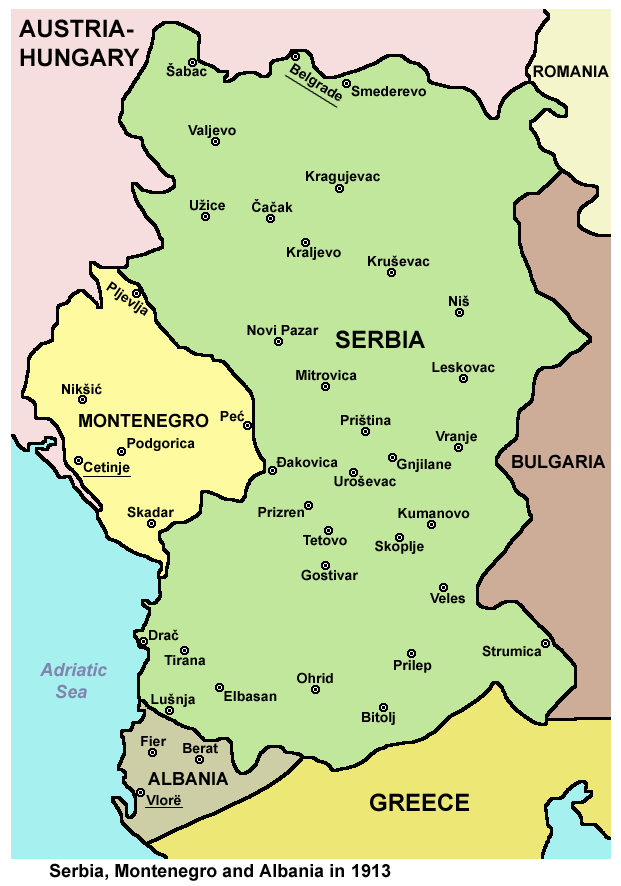
Srbsko po první balkánské válce
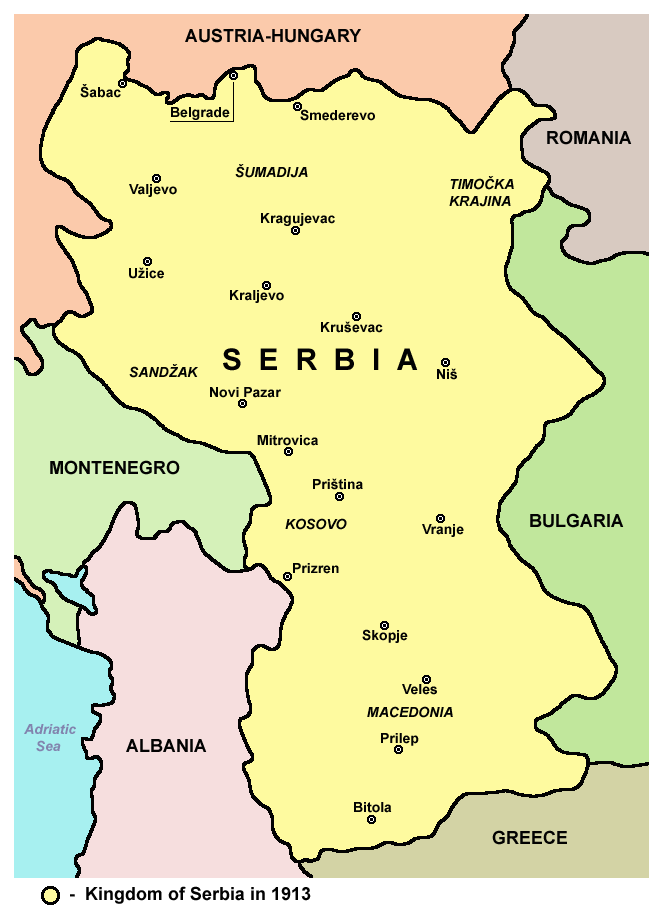
Srbsko v roce 1913

## První světová válka

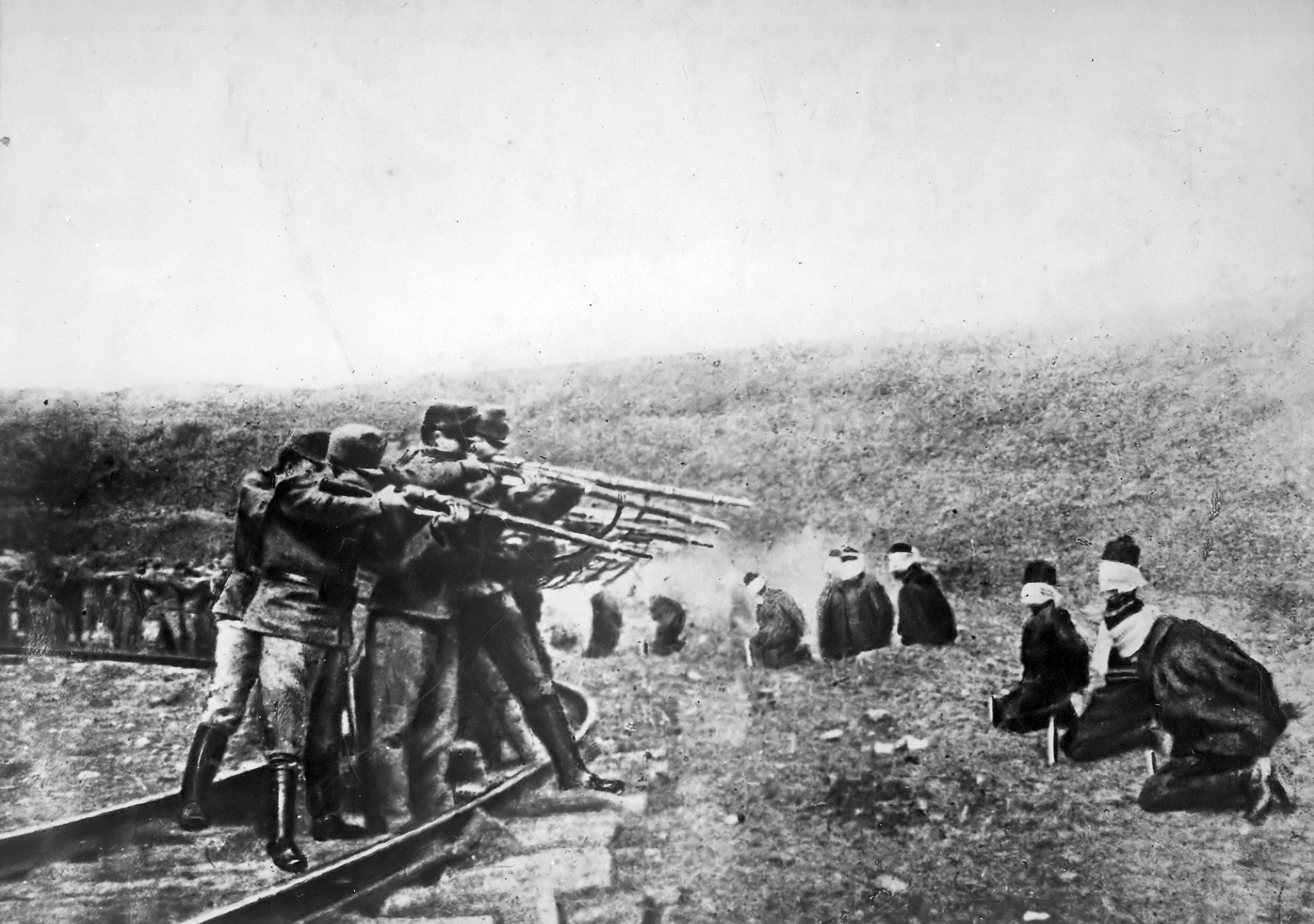
Rakouské jednotky popravují Srby, 1917

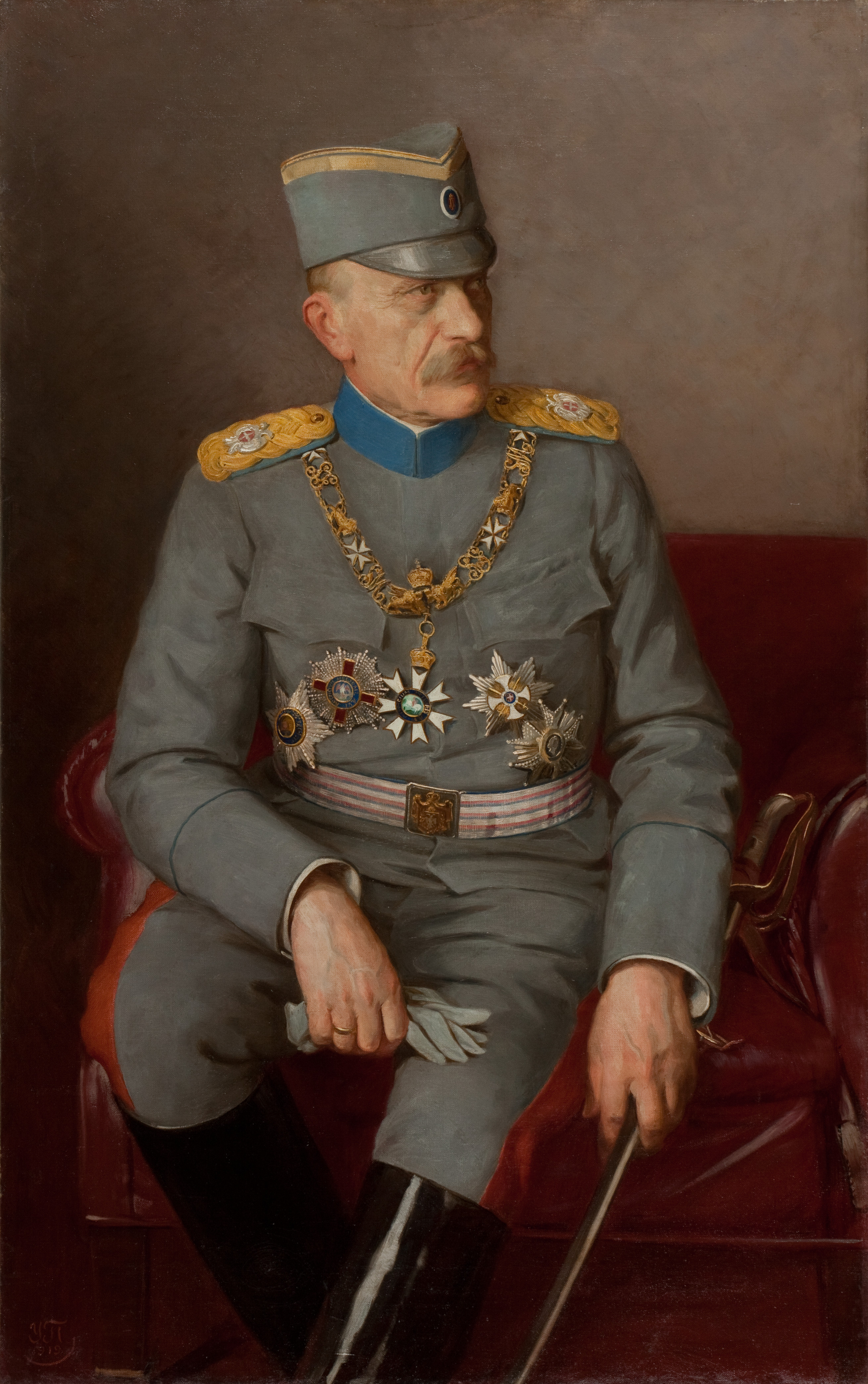
generál Živojin Mišić

Atentát na Ferdinanda d'Este, jehož hlavními pachateli byli mladí srbští nacionalisté z Bosny, postavil Srbsko do obtížné situace. Rakousko-Uhersko vyvolalo ostrou kampaň proti Srbsku a proti Srbům žijících na území monarchie. Srbští politici se snažili vyvrátit obvinění a proto atentát ostře odsoudili. Rakouské ultimátum, jehož přijetí by ze Srbska fakticky učinilo rakouského vazala, však odmítli a válku přijali. Srbský premiér Nikola Pašić po přečtení zprávy o vyhlášení války prorocky zvolal: „Rakousko nám vyhlásilo válku. To bude jeho konec!“

Válku proti habsburské monarchii ze začátku Srbsko s pomocí černohorských vojáků vedlo úspěšně. První ofenzívu Rakušanů odrazilo a srbské oddíly dokonce pronikly na území Bosny a dobyly Sarajevo. Na podzim nastal zlom. Rakousko-Uhersko 6. listopadu zaútočilo na celé frontě a srbská armáda se prakticky zhroutila. Záhy se však vzpamatovala a již 3. prosince armáda pod vedením generála Živojina Mišiće vyrazila do protiofenzivy. Rakousko-uherská linie na řece Kolubaře zakolísala a rozpadla se. Vzápětí byl osvobozen Bělehrad, který byl pod nadvládou Habsburků pouze 13 dní. Srbové se díky vítězství nad mnohonásobnou přesilou stali středem obdivu spojenců ze západu i z východu. Vydrželi se úspěšně bránit ještě celý rok, ale koncem roku 1915 vstoupili do války proti Srbsku také Bulhaři a Rakušanům dorazila na pomoc také silná německá armáda pod velením generála von Mackensena.

Na přelomu roku 1915 a 1916 byla srbská armáda zatlačena na jih země a území státu bylo rozděleno mezi Rakousko a Bulharsko. Zatímco Rakušané ve své okupační zóně neplánovali trvalé připojení, protože se obávali vyhrocení národnostních rozporů v říši, Bulharsko se snažilo srbskou národnost kompletně zlikvidovat a na jím okupovaném území začala silná bulharizace, ničení dokumentů a knih v srbštině a bulharština se stala úředním jazykem na úřadech a ve školách. Srbská armáda ustupovala v kruté zimě přes Albánii a s pomocí francouzského loďstva se znovu shromáždila na řeckém ostrově Korfu. Následně bylo asi 40 000 vojáků převezeno do Řecka na soluňskou frontu.

V září 1918 se armádě Srbska s pomocí spojenců a povstalců v bulharském týlu podařilo prorazit nepřátelské linie a proniknout znovu na srbské území, kde doplňovala stavy nově naverbovanými vojáky. Bulharská a rakouská nadvláda se rychle zhroutila a po měsíci ofenzívy dosáhla vítězná srbská vojska Bělehradu. Ihned po válce se začalo utvářet Království Srbů, Chorvatů a Slovinců.

## Království Srbů, Chorvatů a Slovinců
Po skončení první světové války se Srbsko stalo součástí Království SHS. Jako zcela klíčová součást tohoto státu, jehož vládnoucí dynastie se navíc stala dynastií jugoslávskou, zahrnoval skoro polovinu Balkánského poloostrova. Srbsko však bylo tvrdě postiženo následky války, hospodářskou krizí a vyčerpaností. Ekonomice neprospěla ani skutečnost, že nový stát se nacházel v zcela nových nehistorických hranicích a infrastruktura na toto nebyla připravena - železniční sítě byly oddělené, životní úroveň v různých oblastech Srbska se drasticky lišila. Průmyslová výroba byla omezena na ekonomická centra Srbska, především Bělehrad a další významná větší města.
Nový stát ovládla hlavně politická nestabilita, která pramenila z mnohonárodnostní povahy celého státu. I Srbsko samotné bylo víceméně národnostně nehomogenní; Vojvodinu obývali také Maďaři a Němci, na jihu se pak nacházela i albánská menšina. Srbsko však bylo v rámci Jugoslávie vnímáno jako osvoboditel.[zdroj?] a mnohonárodnostní mechanismy byly v této době ještě nerozvinuté, což vedlo k tomu, že Srbové v celé monarchii zastávali klíčové posty.
V duchu tehdejších idejí nepříliš vzdálených panslavismu byla zkonstruována představa jednotného jugoslávského národa, která však byla nesrbskými politiky odmítána, Srbové proti ní neprotestovali, protože ji považovali za pokračování srbských národních tradic. Jugoslávský stát prosazoval tehdy ideologii jednoho státního národa (jugoslávského) se srbským, chorvatským a slovinským plemenem. Existenci jiných národů, či obyvatelstva národnostně nevyhraněného (s výjimkou národnostních menšin) neuznával, či proti němu otevřeně vystupoval. Do odlehlých oblastí na jihu Srbska (v tehdejších intencích, dnes tedy Kosova a Severní Makedonie byli vysíláni kolonisté, kteří měli postupem času vytvořit jádro nového souvislého srbského osídlení. Obyvatelstvo na území dnešní Severní Makedonie bylo považováno za srbské a všechny pokusy o jinou národnostní identifikaci (ať už bulharskou či makedonskou) byly nemilosrdně potírány. Někteří radikální Makedonci se na protest proti tehdejší srbské politice i oficiálně přihlásili k bulharské národnosti a začali zakládat ozbrojené spolky sympatizující s Bulharskem.
Po smrti Petra I. přešla vláda na Alexandra I., který 6. ledna 1929 nastolil diktaturu a začal tvrdě prosazovat ideu jugoslávství. Království bylo přejmenováno na Jugoslávii, byly zakázány národně orientované organizace a symboly a stát byl správně reorganizován. Jako administrativní jednotky byly zřízeny tzv. bánoviny, které byly záměrně mnohonárodní, stanovené pouze podle geografických, a nikoliv národnostních a historických kritérií.. Srbsko samotné (v hranicích před první světovou válkou) bylo rozděleno na Dunajskou, Drinskou, Zetskou, Moravskou a Vardarskou bánovinu (tato území přesahovala dále do Bosny, Černé Hory, či Chorvatska).
V říjnu 1934 podlehl Alexandr I. v Marseille atentátu a moc převzala za nezletilého Petra II. regentská rada, v níž měl nejvýznamnější vliv princ Pavel. Došlo k uvolnění poměrů v zemi a národnostní napětí si vyžádalo v roce 1939 zřízení autonomní Chorvatské bánoviny. V reakci na to posílil srbský nacionalismus, plány na srbskou autonomii připravené v roce 1940 už ale nebyly kvůli dalším událostem realizovány.

## Druhá světová válka

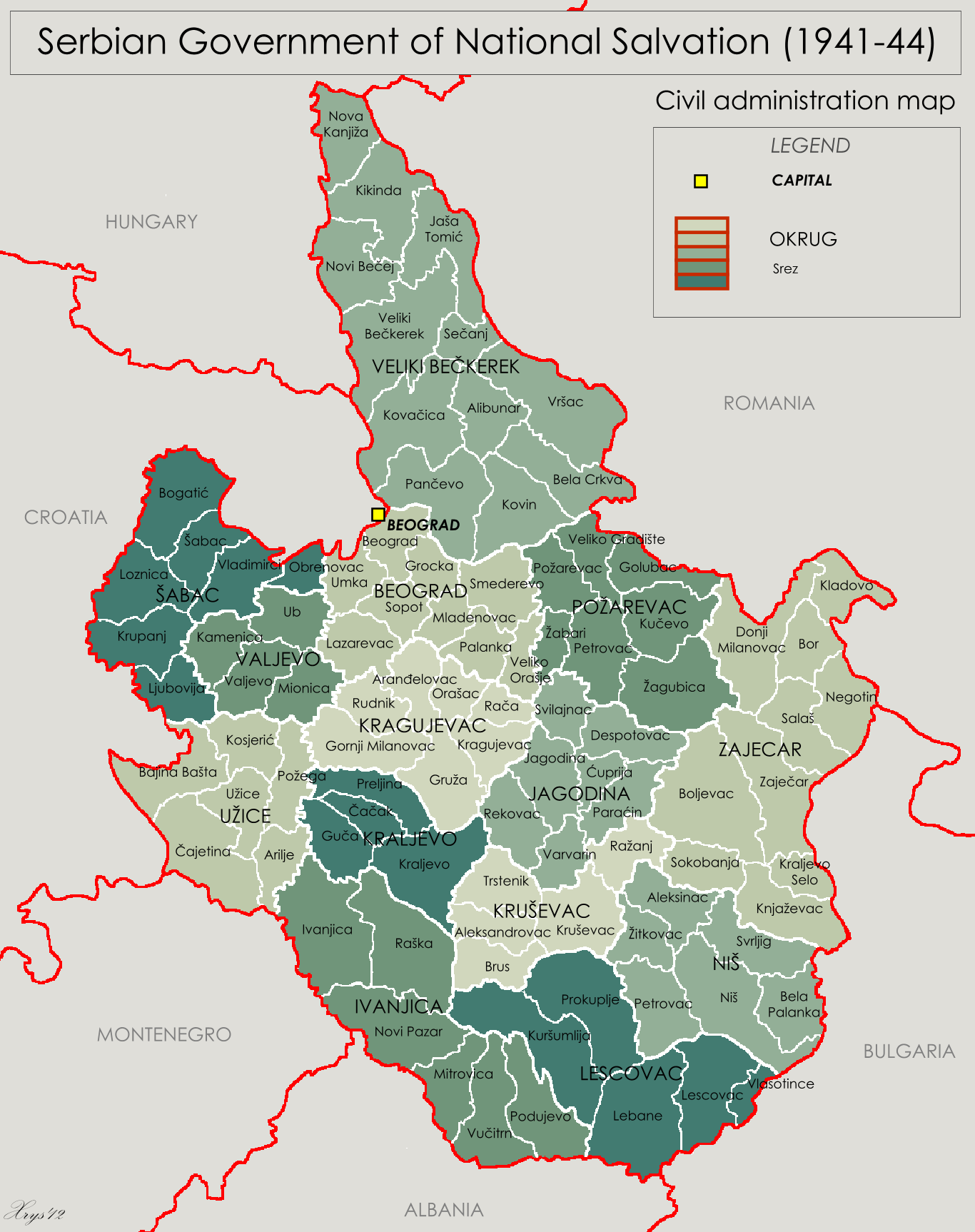
Srbské okresy v letech 1941-44

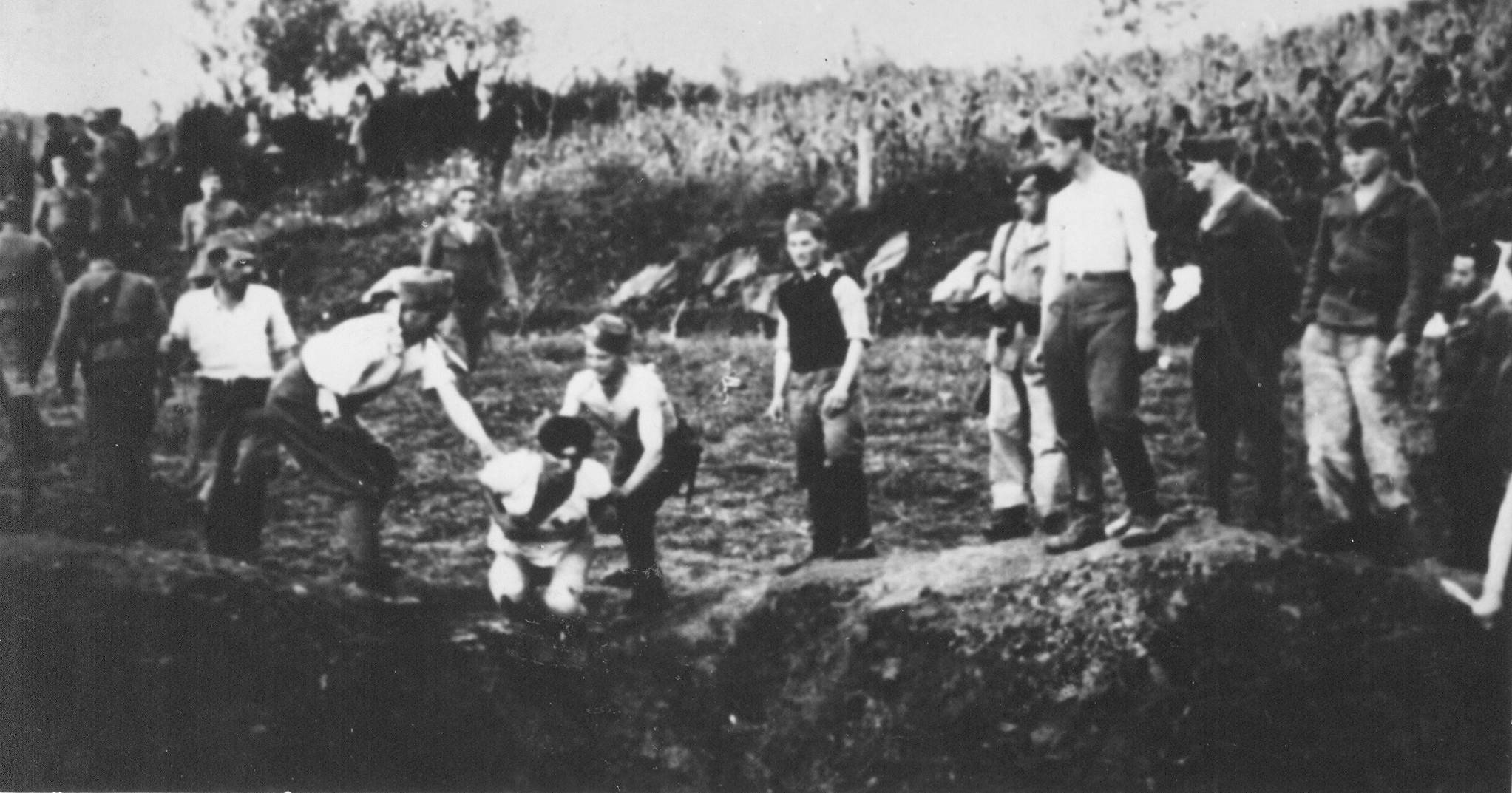
Ustašovci popravují Srby a Židy v táboře Jasenovac jako součást srbské genocidy

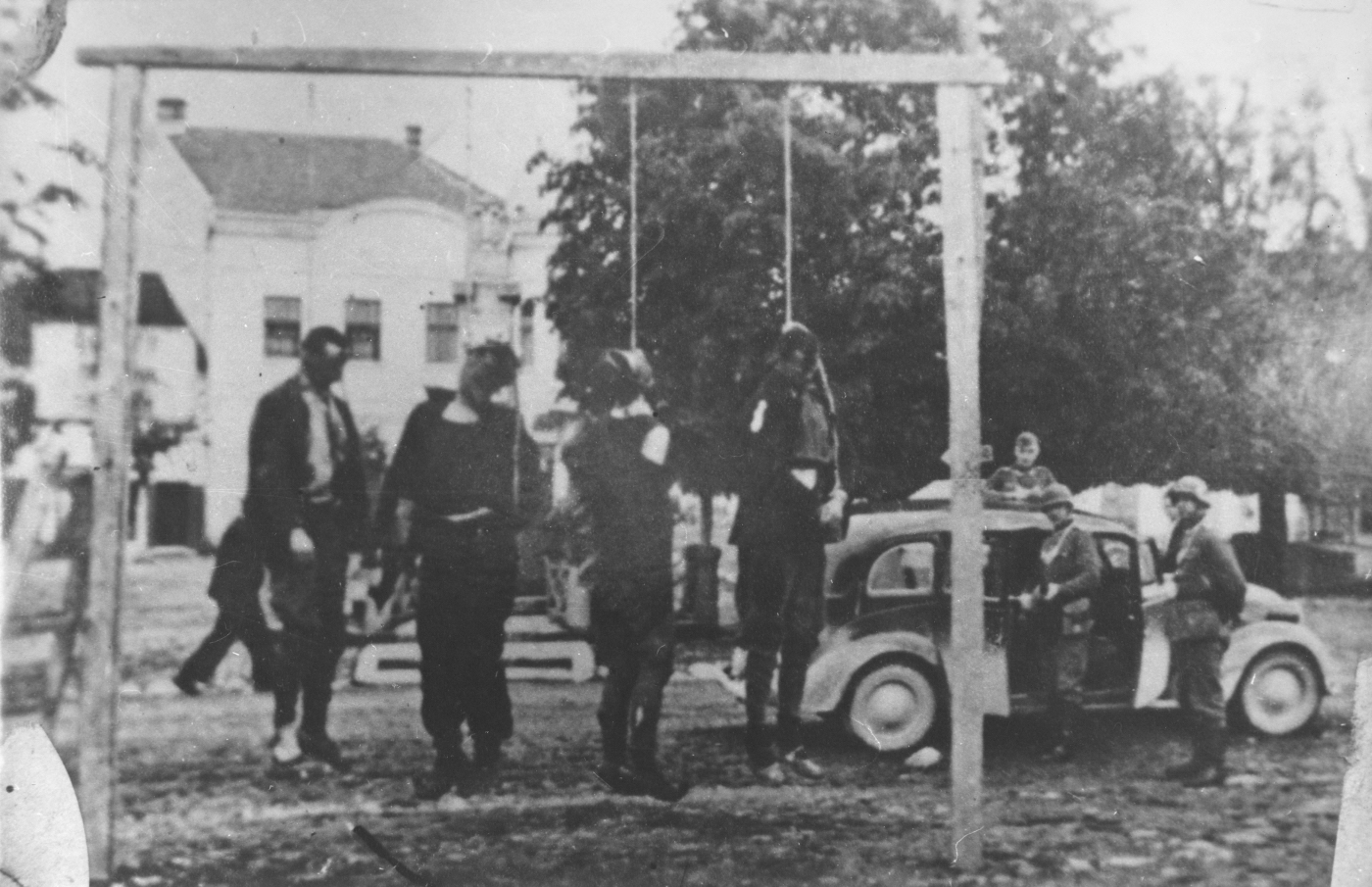
Poprava srbských civilistů německými jednotkami ve vesnici Užická Požega

Z mezinárodního hlediska bylo snahou Jugoslávie zachovat za druhé světové války neutralitu, to však vyžadovalo ústupky státům Osy a nakonec pod silným tlakem okolností podepsali zástupci vlády 25. března 1941 přistoupení Jugoslávie k paktu Osy. Dohoda však nebyla naplněna, neboť v noci z 26. na 27. března proběhl vojenský puč, který svrhl regentskou radu a prohlásil za plnoletého krále Petra II.
V dubnu 1941 byla během necelých dvou týdnů královská vojska poražena. Na území jugoslávského království vznikl Německu podřízený Nezávislý stát Chorvatsko, další území včetně srbských byla obsazena Albánií, která byla pod italskou správou, Maďarskem a Bulharskem, zbylé území Srbska bylo okupováno Německem. Na Němci spravovaném území vznikla Nedićova loutková vláda, jejíž požadavky byly ignorovány a jež disponovala minimálními pravomocemi.
V Záhřebu se ujal moci Ante Pavelić – do této doby žijící v exilu a jeho ustašovské hnutí. Ustašovci zahájili v dubnu 1941 na území chorvatského státu brutální genocidu srbského obyvatelstva. Diskriminaci přecházejí v násilnosti byli vystaveni Srbové žijící na okupovaných území Kosova, Makedonie a Bačky. Kvůli tomu uprchlo na území vlastního srbského státu asi 350 000 Srbů. V těchto etnických čistkách lze hledat počátek všech pozdějších národnostních problémů na Balkáně[zdroj?], nesmíme ovšem zapomínat, že prvotně byly čistky namířeny proti srbskému národu.[zdroj?]
Skupinka srbských důstojníků věrných králi a vedených generálem Dražou Mihajlovićem, se však nehodlala smířit s porážkou a uchýlila se do hor. V oblasti okolo vrcholu zvaného Ravna gora pak četnici vytvořili centrum masivního a dobře fungujícího odbojového hnutí, které bylo podporováno Londýnem a které si díky svým účinným akcím dobylo uznání spojenců. Symbolem četniků se stala černá vlajka s lebkou a zkříženými hnáty a nápisem „Za krále a vlast – svobodu nebo smrt“. Tímto heslem dávali četnici najevo svou věrnost nejen králi, ale i předválečné Jugoslávii.
Do boje proti Němcům a ustašovcům se o nějakou dobu později zapojili komunističtí partyzáni vedeni chorvatským komunistou Josipem Brozem Titem. Ti získávali postupně podporu obyvatelstva a jejich akce přinášely značnou efektivitu. Po krátkou dobu (během existence tzv. Užické republiky - osvobozeného území na rozhraní západního a jižního Srbska) vedli i společný ozbrojený boj proti Němcům. Spolupráce se však na začátku zimy zhroutila a v Srbsku vypukla občanská válka mezi monarchisty (četniky) a komunisty (partyzány). Na rozdíl od četnického hnutí, omezených převážně na Srby, se do partyzánského hnutí zapojily i ostatní jugoslávské národy a jeho represivní akce nebyly systematicky zaměřeny proti nesrbským národům. To přispělo k tomu, že komunističtí partyzáni získali převahu a během roku 1944 byli uznáni za představitele jugoslávského odboje ze strany Británie i jugoslávské nekomunistické emigrace. Osvobozování Srbska vyvrcholilo, když 20. října 1944 jugoslávská partyzánská a sovětská vojska dobyla Bělehrad.
Mírové konference v letech 1943–1945 rozhodly o rozdělení vlivu v Jugoslávii v poměru 50:50, po skončení války se však moci chopili Titovi komunisté, a přičlenili zemi k Východnímu bloku.

## Socialistické Srbsko

Znak socialistické republiky Srbsko, součásti SFRJ

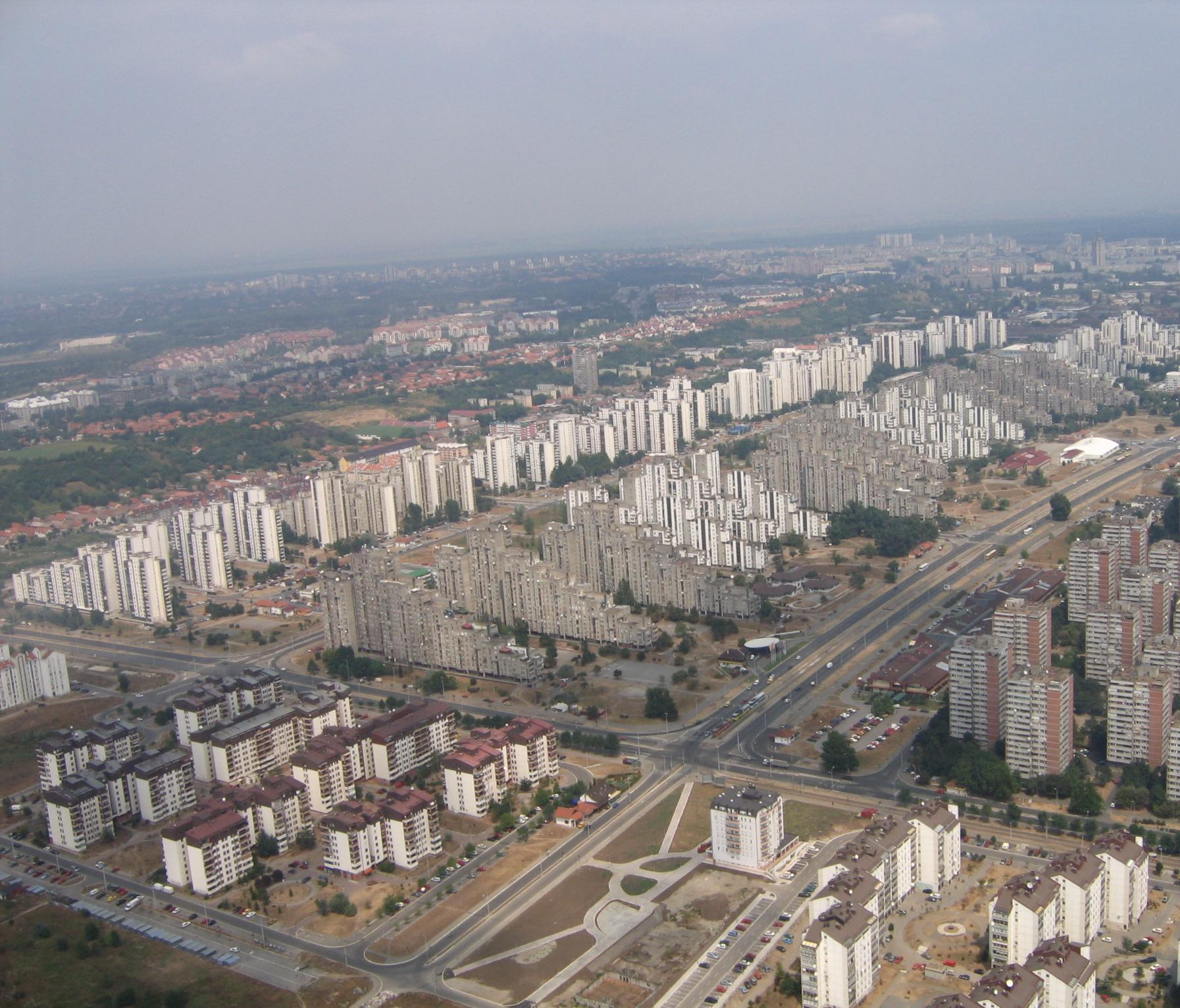
Nový Bělehrad - místo socialistické výstavby

Již v průběhu jednání spojenců koncem druhé světové války bylo rozhodnuto, že na Balkáně dojde ke vzniku socialistického státu. I proto bylo možné, aby v tomto prostoru vznikla nová Jugoslávie. Ta se měla vyvarovat chyb, kterých se dopustila ta první, především tedy nastolením socialistického režimu, uznáním pěti národností místo faktických tří (přibyli Makedonci a Černohorci, později pak ještě Bosňáci) a důsledného potírání jakýchkoliv nacionalistických a náboženských extremistických prvků. Autorita prezidenta Tita toto umožňovala. Vznikla tak Lidová republika Srbsko se dvěma autonomními oblastmi, Vojvodinou a Kosovem a Metochií. Federativní uspořádání však bylo pouze formální a Jugoslávie zůstala centralizovaným státem, hranice mezi federativními republikami byly určeny direktivně včetně sporné západní hranice Vojvodiny.
Poválečné Srbsko, byť se začalo s velkou silou obnovovat, bylo místem, kde vládl - podobně jako v dalších jiných částech Jugoslávie - tvrdý komunistický režim, došlo ke znárodnění podniků a kolektivizaci. Začala výstavba velkolepých projektů v socialistickém stylu, na které se podílely mládežnické brigády.
Vzhledem k okolnostem (neúspěch první pětiletky, odvrat vlády v Bělehradě od Východního bloku) však postupem času došlo k liberalizaci poměrů (například bylo umožněno vystupovat ze zemědělských družstev, což vedlo v užším Srbsku k jejich rozpadu), což umožnilo jednak kulturní rozvoj, jednak ekonomický vzestup. Srbsko nepatřilo k těm nejchudším částem Jugoslávie, jako například Bosna a Hercegovina, nebo Makedonie, nemohlo se ale měřit ani se Slovinskem. V průběhu let se ale hospodářský zázrak vyčerpal a začaly opět komplikace ohledně přidělování peněz. Jih Srbska, který je převážně hornatý, vyžadoval značné investiční náklady, které se mohly realizovat jen za přispění financování z rozvinutějších republik pomocí tzv. Fondu pro nerozvinuté republiky. Díky tomu se tak stavěly nové silnice, továrny i infrastruktura.
Na počátku 70. let v čele srbských komunistů stanuli liberálnější politici reprezentovaní Markem Nikezićem, později však nad nimi zvítězili zastánci dogmatické linie, které podpořil Tito.
V únoru 1974 byla přijata nová ústava SFRJ, jež přinesla jednotlivým subjektům federace větší autonomii, a Jugoslávie se tím stala faktickou konfederací. Pro Srbsko byla nevýhodná, jelikož autonomní oblasti získaly pravomoci srovnatelné s federativními republikami. Nová ústava znamenala také omezení finančních toků mezi republikami federace a jejich ekonomické izolování. V Srbsku docházelo k ekonomickému zaostávání doprovázenému inflací a zhoršováním životní úrovně. Příčinou bylo zamítnutí liberálních reforem i značné příspěvky posílané na rozvoj Kosova.
Přestože byla v Kosovu místní albánské většině zajištěna rozsáhlá kulturní autonomie a budovány byly kulturní instituce, které mnohdy dosahovaly vyšší úrovně než v samotné Albánii, nezaměstnanost, inflace a další neduhy jugoslávské cesty k socialismu dorazily i sem, a to v mnohem větší míře, než do jiných částí Srbska. Roku 1981 situace vyeskalovala ve veřejné nacionalistické protesty. V reakci na ně bylo vyměněno vedení autonomní oblasti a odsouzeny stovky osob. Srbsko a Srby zachvátila vlna antimuslimských nálad, která se projevovala nejen v Srbsku nebo Kosovu, ale například i v Bosně a Hercegovině. V Bělehradě se začaly objevovat otázky, proč je Srbsko jako jediná ze svazových republik rozdělena ještě na autonomní oblasti (Vojvodina a Kosovo), když například Srbové v Chorvatsku vlastní autonomii nemají. Ideje komunistického Bratrství a jednoty začaly dostávat těžkou ránu. K tomu se navíc přidaly obavy z rozpadu nebo rozvolnění společného státu, které vyvolávaly proevropské ideje Slovinska, ale i Chorvatska.
V této atmosféře poloviny 80. let se k moci v Srbsku začala dostávat skupina politiků, která prohlašovala, že je nutné bránit srbský národ a postavit se za jeho národní zájmy. Mezi těmito lidmi dominoval Slobodan Milošević, kterému se podařilo získat velký vliv a odstranit předchozí garnituru, představovanou Ivanem Stambolićem. V nadcházejících debatách o budoucí podobě jugoslávského státu Srbsko prosazovalo centralistické postoje a v případě rozpadu federace hodlalo diskutovat o úpravách hranic srbské svazové republiky tak, aby zahrnovala etnicky čistá srbská území. Znovu se tak vrátil nacionalismus, který v dobách meziválečných, ale ještě i počátku 20. století, způsoboval izolaci jednotlivých národních skupin Srbska i jeho okolí, v plné síle. Ekonomická situace svazu nebyla dobrá, Srbsko - podobně jako mnohé další republiky, převážně ty chudší - se propadalo do stále závažnějších problémů. Protržně orientované reformy ve Slovinsku a Chorvatsku však v obou severních republikách zaznamenaly úspěch a ještě více znepokojovaly Bělehrad. Svazový premiér Ante Marković se rozhodl situaci řešit přijetím drastického ozdravného plánu, který měl zkrotit inflaci a zajistit normální fungování ekonomiky. Slobodan Milošević převzal nacionalistickou rétoriku a stylizoval se do role ochránce Srbů, památným se stal jeho výrok „Nikdo vás nesmí bít!“ z roku 1987 určený demonstrujícím kosovským Srbům. Milošević vystoupil i na slavnosti na Gazimestanu k výročí bitvy na Kosově poli na Vidovdan 1989, které se zúčastnilo přes milion Srbů. Situace v autonomní oblasti byla již v této době velmi špatná, Srbové ji hojně opouštěli. Nacionalisté se snažili tvrdit, že se jednalo o výsledek albánských násilností, Albánci naopak poukazovali na vysokou nezaměstnanost a špatnou situaci, kterou vláda v Bělehradě nedokázala řešit. Po několika vážnějších demonstracích byla autonomie Vojvodiny i Kosova i přes jejich silné protesty počátkem roku 1989 fakticky zrušena a obě oblasti začaly být nově spravovány přímo z Bělehradu. Vliv srbských nacionalistů se tak ve federaci posílil, neboť nyní měli k dispozici tři namísto jednoho hlasu.
Začátkem roku 1990 se konal v Bělehradě 14. kongres Svazu komunistů Jugoslávie, ve kterém se Srbsko postavilo i přes protest téměř všech ostatních republik za centralistické pokračování federace. V nadcházejících prvních svobodných volbách se jasně ukázalo, za čím Srbové stojí, tedy za svoji Socialistickou stranou pod vedením skupiny lidí kolem Miloševiće, zatímco v ostatních republikách se začaly prosazovat demokratické politické proudy, proevropského typu. V červnu a červenci 1991 vyhlásilo Slovinsko a Chorvatsko nezávislost, chorvatští Srbové se postavili proti. Vrátit situaci do původního stavu měla armáda, která se pokusila obě oblasti obsadit, nicméně v souboji s místními jednotkami TO vypukla regulérní válka. Ve vojenských kruzích začal jasně dominovat srbský prvek a z celosvazové armády se stala jasně armáda respektující jasně zájmy Srbů a tedy Miloševićova Srbska. Vzhledem k tomu, že násilná anexe byla neúspěšná a nově vznikající státy získaly fakticky podporu Západu (EU uznala jak Slovinsko, tak i Chorvatsko a Bosnu a Hercegovinu), transformovalo se Srbsko a Černá Hora ve Svazovou republiku Jugoslávii, která byla fakticky vyhlášena 27. dubna 1992.

## Rozpad Jugoslávie

Animace rozpadu Jugoslávie

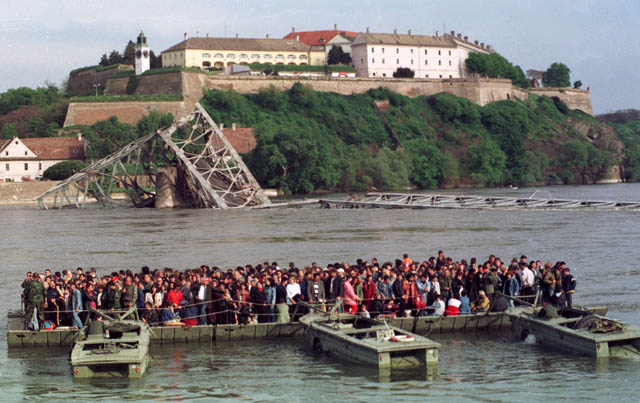
Lidé překračují Dunaj po zničení všech tří mostů ve městě Novi Sad během agrese NATO

V roce 1991 se rozhořela válka v Jugoslávii, během které se postupně odtrhlo Slovinsko, Chorvatsko, Republika Makedonie i Bosna a Hercegovina, Srbsko a Černá Hora zůstaly ve společné federaci pod názvem Svazová republika Jugoslávie, jejímž představitelem byl Slobodan Milošević. Organizace spojených národů neuznala stát jako nástupnický po Jugoslávii, schválila ale tuto federaci. Zbytek původního federativního státu sice zamítl socialismus jako formu státního zřízení, Miloševićova socialistická strana však v Srbsku vládla pevně. Protesty proti ní byly v Bělehradě rozháněny. Představitelem opozičního hnutí v Srbsku se stal Vuk Drašković a jeho strana SPO.
Nově vzniklá federace trpěla hospodářskými potížemi. Válečné podmínky v nově vzniklých okolních zemích a mezinárodní embargo vedly ke zhroucení ekonomiky, která byla ve špatném stavu již v 80. letech. Rezolucí 757 uvedla Rada bezpečnosti OSN úplné embargo na ekonomiku země, zakázala přelety přes jugoslávský vzdušný prostor, omezila působení zahraničních misí a rozhodla o zákazu sportovní, kulturní a technické spolupráce se zahraničím. Životní standard poklesl, měna se zhroutila. Velkolepé plány, mezi které patřila například kandidatura Bělehradu na pořádání letních olympijských her v roce 1992, vzaly za své. Ekonomickou situaci se podařilo stabilizovat reformami z roku 1994, po podpisu Daytonských dohod byly zmírněny sankce a mezinárodní izolace země. Srbsko se potýkalo s množstvím uprchlíků z Bosny a chorvatské Krajiny, jejichž počet dosáhl k roku 1995 půl milionu.
Situace se začala horšit rovněž v Kosovu, kde od roku 1996 podnikala Kosovská osvobozenecká armáda (UÇK) násilné akce proti Srbům a provládním Albáncům. V létě 1998 byla do bojů vyslána jugoslávská armáda a UÇK po řadě porážek v říjnu dočasně zastavila boje. Po ultimátu Spojených států se většina jugoslávských jednotek stáhla a UÇK svou činnost obnovila. Po zřejmě zmanipulovaném incidentu v Račaku z ledna 1999 se tlak na Jugoslávii stupňoval. Milošević odmítl americký návrh omezující jugoslávskou suverenitu a po odchodu pozorovatelů z Kosova v polovině března 1999 začaly srbské jednotky vyhánět Albánce. V noci z 23. března 1999 zahájily letecké síly NATO bombardování Jugoslávie, a tedy i Srbska. Údery byly mířeny na vojenské objekty, infrastrukturu, průmyslové podniky i civilní objekty. V Kosovu vedly akce srbských oddílů i UÇK k tomu, že zemi opustily statisíce lidí, čímž se jejich počet znásobil oproti stavu před bombardováním. Nálety ukončila dohoda z 9. června, podle níž se srbské jednotky stáhly z Kosova, které se dostalo pod mezinárodní správu.
Po sérii opozičních demonstrací byly na září 2000 vyhlášeny volby svazového prezidenta, v nichž zvítězil Vojislav Koštunica. Slobodan Milošević zpočátku výsledek odmítal uznat, ale po dalších protestech se stáhl z politiky a následující rok byl zatčen a vydán do Haagu. Změna byla potvrzena prosincovými parlamentními volbami, po nichž se stal premiérem Zoran Đinđić. Došlo ke zrušení většiny sankcí a zaváděly se tržní reformy.
V roce 2002 se federální parlament rozhodl pro změnu názvu a udělení větší pravomoci oběma republikám. V roce 2003 tak zanikla Svazová republika Jugoslávie, kterou nahradila volná konfederace nazvaná Státní společenství Srbsko a Černá Hora, v níž oba celky spojovala již jen společná obranná politika. Černá Hora však cítila potřebu se zcela osamostatnit, 21. května 2006 bylo uspořádáno referendum o nezávislosti a 3. června nezávislost vyhlásila. Srbsko následně vyhlásilo svou nezávislost 5. června 2006.
Parlament autonomní oblasti Kosovo vyhlásil dne 17. února 2008 nezávislost na Srbsku a prohlásil Kosovo za demokratický, světský a multietnický stát. Oficiální orgány a představitelé Srbska nezávislost odmítly uznat a považují oblast nadále za součást Srbska, postoj ostatních států není jednotný.
V prvním desetiletí 21. století hrály nejvýznamnější úlohu na srbské politické scéně Demokratická strana vedená Borisem Tadićem a Srbská radikální strana, resp. později Srbská pokroková strana vedená Tomislavem Nikolićem. Země se začala orientovat proevropsky, roku 2009 podala přihlášku do Evropské unie a roku 2012 získala status kandidáta EU.